# 汪文和
汪文和（？—？），字國輔，相傳於東漢末期擔任龍驤將軍。建安年間避亂移居江東，成為新安縣（今安徽省歙縣）汪氏始祖。

## 生平
汪文和，字國輔，曾任東漢末龍驤將軍之職。建安年間避難移居江東，被孫策用為會稽令，汪文和於是定居於此，其後代子孫在新安縣逐漸成為當地望族。據明左司馬汪道昆《重浚古渠開東西陂記》所載汪文和為會稽令時曾開渠引水，為民景仰。又據清光緒甲申本《續纂淳安縣志》所載淳安縣有「龍驤將軍汪文和墓」，在「在小金山左」。